# قانون التدابير المؤقتة المتعلقة بإدارة الجامعات
قانون التدابير المؤقتة المتعلقة بإدارة الجامعات (大学の運営に関する臨時措置 ،دايجاكونو اوني ني كانسارو رينجي سوتشي هو) لليابان صدَرَ كقانون رقم 70 في السابع من أغسطس 1969. حدد القانون تدابير طارئة لإعادة إدارة الجامعات التي تعطلت بسبب الاعتصامات الجامعية في اليابان 1968-1969 . تم إلغاء القانون في عام 2001.

## روابط خارجية
- أحدث نص (ناكانو بونكو ، باللغة اليابانية)

## اقرأ أيضا
تاريخ التعليم في اليابان
دستور اليابان